# Pierre Larousse
Pierre Athanase Larousse (23. oktober 1817 – 3. januar 1875) var en fransk leksikograf, som i årene 1866-1875 skrev, redigerede og udgav den 15 bind store encyklopædi Grand dictionnaire universel du XIXe siècle.
Det rummede artikler om historiske og geografiske emner samt ordforklaringer og biografier og blev et forbillede for mange senere leksika.
Larousse døde i 1875 efter et apoplektisk anfald, men hans projekt blev ført videre af hans nevø Jules Hollier, og det samme år stiftede société Larousse, senere Éditions Larousse.